# Levstik
Levstik [lévstik] je priimek več znanih Slovencev:
- Adrijan Levstik (1939—2014), fizik, univ. prof.
- Anja Levstik (Anja Dolenc), kostumografinja, oblikovalka lutk, in lutkovna tehnologinja
- Barbara Levstik (1950—2009), igralka
- Fran Levstik (1831—1887), pesnik, dramatik, kritik in jezikoslovec
- Jože Levstik (1908—1987), pravnik in agronom, kmetijski politik, univ. profesor
- Katja Levstik (1944—2018), igralka in pevka
- Leon Levstik, holistični terapevt
- Lilijana Levstik, ilustratorka, slikarka
- Mihael Levstik (1861—1939), sadjar, učitelj, publicist
- Nejc Levstik, režiser
- Vera Levstik (1890—1967), učiteljica in knjižničarka v Celju
- Vida Levstik (1914—2006), igralka
- Vinko Levstik (1926—2003), domobranski častnik, hotelir
- Vladimir Levstik (1886—1957), pisatelj, pesnik in prevajalec